# Shiloh (Nova Jersey)
Shiloh és una població dels Estats Units a l'estat de Nova Jersey. Segons el cens del 2006 tenia 650 habitants.

## Demografia
Segons el cens del 2000, Shiloh tenia 534 habitants, 194 habitatges, i 152 famílies. La densitat de població era de 171,8 habitants/km².
Dels 194 habitatges en un 34,5% hi vivien nens de menys de 18 anys, en un 62,9% hi vivien parelles casades, en un 11,9% dones solteres, i en un 21,6% no eren unitats familiars. En el 18% dels habitatges hi vivien persones soles el 7,2% de les quals corresponia a persones de 65 anys o més que vivien soles. El nombre mitjà de persones vivint en cada habitatge era de 2,75 i el nombre mitjà de persones que vivien en cada família era de 3,09.
Per edats la població es repartia de la següent manera: un 24,5% tenia menys de 18 anys, un 5,8% entre 18 i 24, un 27,9% entre 25 i 44, un 26% de 45 a 60 i un 15,7% 65 anys o més.
L'edat mediana era de 40 anys. Per cada 100 dones de 18 o més anys hi havia 85,7 homes.
La renda mediana per habitatge era de 49.191 $ i la renda mediana per família de 54.219 $. Els homes tenien una renda mediana de 34.643 $ mentre que les dones 20.000 $. La renda per capita de la població era de 16.880 $. Aproximadament el 4,1% de les famílies i el 5,8% de la població estaven per davall del llindar de pobresa.

## Poblacions més properes
El següent diagrama mostra les poblacions més properes.